# Veliko Trojstvo
Veliko Trojstvo je vesnice a správní středisko stejnojmenné opčiny v Chorvatsku ve Bjelovarsko-bilogorské župě. Nachází se na úpatí pohoří Bilogora, asi 9 km severovýchodně od Bjelovaru. V roce 2011 žilo ve Velikém Trojstvu 1 197 obyvatel, v celé opčině pak 2 741 obyvatel. Název znamená velká trojice (pojmenování podle Nejsvětější Trojice).
Součástí opčiny je celkem 11 trvale obydlených vesnic.
- Ćurlovac – 261 obyvatel
- Dominkovica – 50 obyvatel
- Grginac – 231 obyvatel
- Kegljevac – 63 obyvatel
- Maglenča – 316 obyvatel
- Malo Trojstvo – 158 obyvatel
- Martinac – 125 obyvatel
- Paulovac – 99 obyvatel
- Veliko Trojstvo – 1 197 obyvatel
- Višnjevac – 116 obyvatel
- Vrbica – 125 obyvatel

Opčinou procházejí župní silnice Ž3025, Ž3027, Ž3028 a Ž3049. Je napojena na železniční trať Križevci-Kloštar Podravski. Protéká zde potok Bjelovacka, který je pravostranným přítokem řeky Česmy.